# Juncus brachycephalus
Juncus brachycephalus là một loài thực vật có hoa trong họ Juncaceae. Loài này được (Engelm.) Buchenau mô tả khoa học đầu tiên năm 1890.